# Scordariïta
La scordariïta és un mineral de la classe dels sulfats.

## Característiques
La scordariïta és un sulfat de fórmula química K₈(Fe3+0.67◻0.33)[Fe3+₃O(SO₄)₆]₂·14H₂O. Va ser aprovada com a espècie vàlida per l'Associació Mineralògica Internacional l'any 2019. Cristal·litza en el sistema trigonal. La seva duresa a l'escala de Mohs oscil·la entre 2 i 2,5. Estructuralment es troba relacionada amb la metavoltina i la carlsonita, i químicament amb la giacovazzoïta, un altre oxisulfat de potassi i ferro.
L'exemplar que va servir per a determinar l'espècie, el que es coneix com a material tipus, es troba conservat a les col·leccions del Museu d'Història Natural de la Universitat de Pisa (Itàlia), amb el número de catàleg: 19893.

## Formació i jaciments
Va ser descoberta a la mina del Monte Arsiccio, a Sant'Anna di Stazzema, dins la província de Lucca (Toscana, Itàlia), on es troba en forma de cristalls tabulars pseudohexagonals {0001} de fins a 0,5 mm de mida. Aquesta mina italiana és l'únic indret de tot el planeta on ha estat descrita aquesta espècie mineral.